# Severočeské muzeum v Liberci
Severočeské muzeum v Liberci bylo založeno jako nejstarší uměleckoprůmyslové muzeum v Česku, dnes muzeum nabízí i regionální a přírodovědné sbírky. Od počátku února 2018 bylo muzeum uzavřeno z důvodu rekonstrukce, od 4. května 2021 je ale opět plně v provozu, od 23. srpna 2022 lze opět vylézt i na věž. 

## Historie

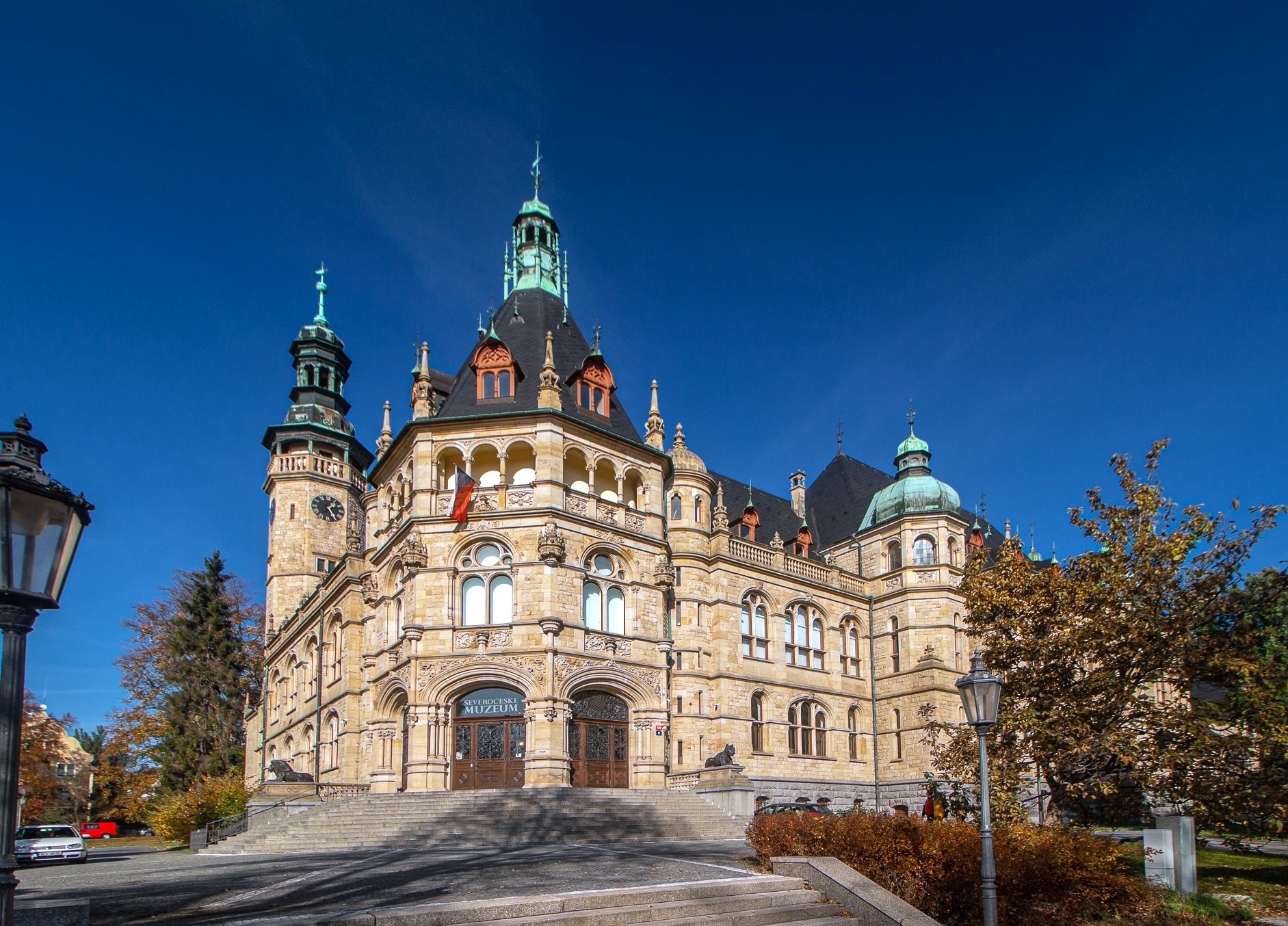
Historizující budova Severočeského muzea

Muzeum bylo založeno v roce 1873. Již v prvních letech své existence se podařilo shromáždit mimořádně bohaté sbírky prakticky ze všech zájmových oborů z vyspělých evropských zemí a zčásti také z Předního a Dálného východu. S ohledem na místní tradice severních Čech však největší pozornost patřila sklu a textilu. Zásluhou četných darů a pravidelných nákupů v aukčních domech a u významných starožitníků v celé Evropě se sbírkové fondy rozrůstaly natolik rychle, že si ještě v vyžádaly po několikerém stěhování vlastní budovu. Ta byla postavena v letech 1897–1898 podle návrhu profesora Fridricha Ohmanna z Prahy v romanticko-historizujícím stylu. Po stavební stránce propojuje typy sakrální a palácové architektury. Monumentální komplex doplňují replika renesanční věže liberecké radnice a přístavba tzv. měšťanského domu, připomínajícího původní měšťanskou zástavbu z konce 18. století. Dalšího významného rozšíření se sbírky dočkaly v roce 1904, kdy muzeum získalo okolo 2 500 uměleckých děl z pozůstalosti čestného kurátora a štědrého mecenáše barona Heinricha Liebiega, významného libereckého průmyslníka. Od vzniku samostatného státu v roce 1918 až do II. světové války mělo muzeum stejný charakter. Po II. světové válce byly v rámci reorganizace k muzeu přičleněny regionální sbírky ze zrušeného Vlastivědného muzea a Přírodovědného muzea v Liberci.

## Sbírky
Dnes zahrnuje Severočeské muzeum kromě bohaté knihovny čtyři sbírková oddělení, přírodovědecké, historické, archeologické a uměleckohistorické. Tomuto členění odpovídají i stálé expozice, v nichž jsou po generální rekonstrukci celé budovy v letech 1982–1988 instalovány vybrané sbírkové předměty.
V přízemí budovy je umístěna přírodovědná expozice. Je věnována přírodě významných krajinných celků v severních Čechách, chráněným krajinným oblastem Jizerské hory, České středohoří, Lužické hory, Labské pískovce a Kokořínsko. Snahou autorů expozice bylo ukázat přírodu severních Čech ve své šíři a vzájemných vztazích. Následující expozice prehistorie chronologicky dokládá pravěk regionu. Expozice dějin Liberecka dokumentuje období od kolonizace území ve 12. století do vzniku republiky v roce 1918. Zvláštní pozornost je věnována vývoji textilní výroby (v expozici je umístěno originální textilní nářadí cechovní a manufakturní výroby). S jejím mohutným rozvojem v 19. století byla spojena přeměna regionu v moderní průmyslovou oblast. Zvláštní oddíl této expozice je věnován městu Liberci. Stálá expozice v prvním patře budovy zahrnuje evropský vývoj uměleckých řemesel od antiky do současnosti (tapiserie, sklo, keramika, porcelán, textil, knižní vazby, obecné a ušlechtilé kovy, cín, hodiny, šperky, nábytek, dřevořezby a fotografie). Přestože je v tomto přehledu zastoupeno více než 1 200 sbírkových předmětů, je to pouze nepatrná část celkového bohatství depozitárně uložených sbírek. Stálé expozice před nedávnem doplnila expozice plakátu, která je umístěna na podestě v přízemním mezaninu a expozice mechanických hudebních automatů, umístěná ve sloupové síni.
Bohaté sbírkové fondy obsahují špičkové kolekce především v uměleckých řemeslech – sbírka orientálních koberců je druhá největší v ČR, rovněž tak sbírka současné autorské tapiserie. Mimořádně cenné a početné jsou soubory koptských tkanin, historických gobelínů (v expozici SM visí i nejstarší vystavený gobelín v ČR), vyšívaných liturgických textilií, krajek, skla, porcelánu, uměleckého kování, cínu, plakátů, starých tisků atd. Bohatě jsou zastoupené i sbírky historické, etnografické a přírodovědné. Významná je i sbírka více než 160 tisíc negativů, z nichž nejstarší jsou datovány kolem roku 1860. Celkový počet uchovávaných sbírkových předmětů přesahuje 700 tisíc kusů.
Ve třech výstavních sálech a venkovním atriu bývá ročně realizováno okolo 20 výstav, mnohé z nich právě ze sbírek uložených v muzeu.
Před muzeem byla v parčíku na Masarykově třídě odhalena 7. 3. 2010 bronzová busta první československého prezidenta Tomáše Garrigue Masaryka.